# 貫匈國

圖出自《古今圖書集成·方輿彙編·邊裔典·第九十卷》

貫匈國，又稱作穿匈國、穿胸國、穿胷國，是《淮南子》所記海外三十六國之一，其民稱作穿胸民，其人都有一個貫穿胸口到背後的大洞，在《山海經·海外南經》中有所記載。

## 記載

明朝，胡文煥《山海經圖》

大禹治水時期，曾召見天下諸神於會稽山，吳越山神防風氏後到，禹殺之。後來洪水平息，禹乘坐龍車巡遊海外各國，經南方時，防風神裔見之而怒射禹，此時雷聲大作，二龍駕車飛騰而去，防風神裔知道闖禍，便以刃自貫其心而死，禹念其忠誠可嘉，便命人將不死草塞在死者胸前洞中，使之死而復生，而成為貫匈國來由。
元代周致中《異域志》記載穿胸國在盛海東方，其人胸前皆有大洞，尊貴者不穿衣，命令卑者以竹木貫胸並抬之。